# John Hannah
John David Hannah (ur. 23 kwietnia 1962 w East Kilbride, w Szkocji) – brytyjski aktor filmowy, teatralny i telewizyjny.

## Życiorys
Urodził się w East Kilbride w Szkocji jako syn Susan, byłej sprzątaczki w Marks & Spencer, i Johna Hannah, producenta narzędzi. Uczęszczał do Heathery Knowe Primary School, a następnie Claremont High School w East Kilbride, gdzie dołączył do East Kilbride Rep Theatre Club. Przeszedł szkolenie na elektryka, po czym – pod wpływem sugestii kolegi – podjął naukę w prestiżowej Royal Scottish Academy of Music and Drama w Glasgow.
Po ukończeniu studiów występował w teatrze, filmach i w telewizji. W komedii romantycznej Mike’a Newella Cztery wesela i pogrzeb (1994) z Hugh Grantem, Andie MacDowell i Kristin Scott Thomas pojawił się jako Matthew. W serialu McCallum (1995–1998) wcielił się w doktora Iaina McCalluma, patologa, który rozwiązuje zagadki. W telewizyjnym komediodramacie kryminalnym BBC Gra o życie (Truth or Dare, 1996) w reżyserii Johna Maddena grał postać Nicka, psychopatycznego zabójcy. W filmie Mumia (1999) i jego sequelach zagrał Jonathana Carnahana, brata głównej bohaterki.
20 stycznia 1996 ożenił się z Joanną Roth. Mają dwójkę dzieci – bliźnięta Astrid i Gabriel (ur. 11 lutego 2004).

## Seriale tv
- 1987: Brond jako Robert
- 1990: Taggart jako Danny Bonnar
- 1994: Faith jako Nick Simon
- 2004: Amnezja (Amnesia) jako D.S. Mackenzie Stone
- 2000–2004: Rebus jako John Rebus
- 2001: Agentka o stu twarzach jako Martin Shepard
- 2003: Frasier jako Avery
- 2003: Carnivale jako szkocki barman Stangler
- 2004: Agatha Christie: Panna Marple (Marple: 4.50 from Paddington) jako Inspector Tom Campbell
- 2005: Ocean dusz jako John Wade
- 2008: Agatha Christie: Panna Marple (Agatha Christie’s Poirot Appointment with Death) jako dr Gerard
- 2008: Poirot – odc. 61 Rendez-vous ze śmiercią (Appointment with Death) jako dr Gerard
- 2010: Spartakus: Krew i piach (Spartacus: Blood and sand) jako Lentulus Batiatus, właściciel szkoły gladiatorów, do której należy Spartakus
- 2010: Spartakus: Bogowie areny (Spartacus: Gods of the Arena) jako Quintus Lentulus Batiatus, właściciel szkoły gladiatorów
- 2012: Układy jako Rutger Simon
- 2013: Elementary jako Rhys, były dostawca narkotyków dla Sherlocka Holmesa
- 2016–2017: Agenci T.A.R.C.Z.Y. jako Holden Radcliffe

## Filmy
- 1990: Harbour Beat jako Neal McBride
- 1994: Pauline Calf's Wedding Video (TV) jako Mark
- 1994: Cztery wesela i pogrzeb (Four Weddings and a Funeral) jako Matthew
- 1995: Znamię (Madagascar Skin) jako Harry
- 1996: Circles of Deceit: Kalon (TV) jako Jason Sturden
- 1996: Gra o życie (Truth or Dare, TV) jako Nick
- 1996: Niewinni śpią (The Innocent Sleep) jako James
- 1996: Eksplozja – ostatnie cięcie (The Final Cut) jako Gilmore
- 1997: Romance and Rejection jako Tony
- 1997: Mały wielki gang (The James Gang) jako Spendlove James
- 1997: The Love Bug (TV) jako Simon Moore III
- 1998: Morderca z Belfastu (Resurrection Man) jako Darkie Larche
- 1998: Przypadkowa dziewczyna (Sliding Doors) jako James Hammerton
- 1999: Intruz (The Intruder) jako Charlie
- 1999: Mumia (The Mummy) jako Jonathan Carnahan
- 1999: Huragan (The Hurricane) jako Terry Swinton
- 2000: Oszustwo (Circus) jako Leo
- 2000: Królestwo demonów (Pandaemonium) jako William Wordsworth
- 2001: Mumia powraca (The Mummy Returns) jako Jonathan Carnahan
- 2002: Randka z Lucy (I’m with Lucy) jako Doug
- 2002: Zanim odejdziesz (Before You Go) jako Mike
- 2003: Dr Jekyll i Pan Hyde (Dr. Jekyll and Mr. Hyde) jako Jekyll/Hyde
- 2003: Oskarżam (I Accuse) jako dr Richard Darian
- 2007: Ostatni legion (Last Legion, The) jako Nestor
- 2008: Mumia: Grobowiec cesarza smoka[4] jako Jonathan Carnahan
- 2012: Między wierszami jako Richard Ford
- 2013: The Christmas Candle jako William Barstow
- 2013: The Wee Man jako Tam McGraw
- 2014: Gol dla Sokratesa jako Billy Bingham
- 2014: Pingpongowe lato jako pan Miracle
- 2017: Love of My Life jako Richard
- 2017: Another Mother's Son jako Arthur
- 2020: Ko(s)miczna odyseja Maxa Clouda jako Revengor
- 2020: Za linią wroga (Enemy Lines) jako pułkownik Preston
- 2021: Raport (Správa, The Auschwitz Report) jako Waren